# Peter Beuge
Peter Beuge (* 11. April 1938 in Sorau, Provinz Niederschlesien; † 21. Juni 2001 in Freiberg) war ein deutscher Mineraloge und Hochschullehrer.

## Leben
Peter Beuge wurde im niederschlesischen Sorau geboren. Seine Kindheit und Schulzeit verbrachte er in Grimmen, wo er 1957 das Abitur ablegte. Anschließend studierte er Mineralogie an der Bergakademie Freiberg, das Diplom erwarb er 1962. Im gleichen Jahr bekam er eine Stelle als wissenschaftlicher Mitarbeiter im VEB Geologische Forschung und Erkundung (GFE) Freiberg. Von 1963 bis 1965 leistete er seinen Wehrdienst bei der NVA.
Ab 1. September 1965 arbeitete Peter Beuge als wissenschaftlicher Assistent am Institut für Mineralogie und Lagerstättenlehre der Bergakademie Freiberg. Nach der Dritten Hochschulreform der DDR im Jahr 1968 war sein Wirkungsbereich die neu gegründete Sektion Geowissenschaften, Arbeitsgruppe Geochemie/Mineralogie. 1970 wurde er stellvertretender Leiter und kurze Zeit später kommissarischer Leiter der Arbeitsgruppe. Im Jahr 1974 wurde er an der Bergakademie zum Dr. rer. nat. promoviert. 1976 wurde er wissenschaftlicher Oberassistent, zudem oblag ihm die Leitung der Lehre im Bereich Erziehung/Ausbildung/Weiterbildung der Sektion Geowissenschaften.
In den 1980er Jahren war Peter Beuge mehrfach im Ausland tätig, u. a. in Syrien, der Sowjetunion und in der Tschechoslowakei. Von 1988 bis 1990 wirkte er als Dozent an der Eduardo-Mondlane-Universität in Maputo. 1989 absolvierte er an der Bergakademie Freiberg die Promotion B, die ihm 1991 als Habilitation anerkannt wurde. Am 1. Juni 1992 wurde er zum Professor für Geochemie berufen.
Peter Beuge starb im Alter von 63 Jahren in Freiberg. Sein Grab befindet sich auf dem Donatsfriedhof.

## Veröffentlichungen (Auswahl)
- Zur Geochemie des Quecksilbers unter besonderer Berücksichtigung des Territoriums der Deutschen Demokratischen Republik, Dissertation, 1974
- Zur Geochemie pelitischer Gesteine im Prozess der Regionalmetamorphose, Dissertation B, 1989